# Den mystiske Tjener
Den mystiske Tjener er en dansk stumfilm fra 1917, der er instrueret af A.W. Sandberg.

## Handling
Denne artikel mangler et handlingsreferat. Hjælp os med at skrive det.

## Medvirkende
- Gunnar Tolnæs - Jack Milton, detektiv
- Alfred Møller - James Morrison, rentier
- Alfred Osmund - Gomez
- Christian Arhoff